# Orthetrum kristenseni
Orthetrum kristenseni é uma espécie de libelinha da família Libellulidae.
É endémica de Etiópia. Os seus habitats naturais são: campos rupestres subtropicais ou tropicais, rios e pântanos. 
Está ameaçada por perda de habitat. 